# 迈克尔·穆尔
迈克尔·肯尼思·穆尔（英語：Michael Kenneth Moore，1949年1月28日—2020年2月2日），新西兰工党籍政治家，1972年当选为新西兰国会议员进入政界。曾担任新西兰外交部长、工党领袖并于1990年短暂出任过新西兰总理，此后于1999至2002年担任世界贸易组织总干事。

## 早年
迈克尔·穆尔出生于新西兰北岛丰盛湾地区的一个小镇華卡塔尼。他跟随家庭移居到了奥克兰市，并在那里接受小学教育。但后来又回到丰盛湾。
离开学校之后，穆尔曾经作过建筑工人、肉类加工、印刷厂工人。
迈克尔·穆尔积极参与工会事务。在他17岁时当选为奥克兰工会成员，这为他后来成为和工会有很大联系的工党打下了基础。

## 从政
在1972年大选，迈克尔·穆尔成功的在奥克兰伊甸山选区胜出，以仅23岁的年龄当选为新西兰历史上最年轻的议员。在他的三年任期之中，他担任了工党住房事务，地区发展，环境，旅游等一系列事务的发言人。
但在1975年大选中，罗伯特·马尔登带领国家党取得了压倒性的胜利，穆尔也因此失去了自己的选区。他从此搬迁到基督城，并且作为基督城北区选区议员在1978年选举中胜出再次回到了议会。
1984年，戴维·朗伊带领工党在大选中取得了胜利。迈克尔·穆尔选即就任为外贸部长，随后为外交部长，任期之间也曾经兼管过主办美洲杯的事务。
工党政府一直因为其富有争议性的经济政策遭到反对党的攻击。时任财政部长罗杰·道格拉斯是一位著名的自由市场主义及货币主义者，他推出了包括国有资产私有化，减少农业补贴和降低贸易壁垒等一系列激进的财经政策被新西兰人称为罗杰经济，赢得了工党内左派的支持，但工党的传统支持者，工会却表示强烈反对。穆尔虽然也是工会出身，但他也倾向于支持罗杰·道格拉斯。
一年之后，由于不断的压力，最终导致时任总理戴维·朗伊解除了罗杰·道格拉斯的职务，但此举也使得朗伊自己的地位受到威胁。在工党内部进行的秘密会议中，大多数成员一致支持让罗杰·道格拉斯回到内阁，直接表示党内不再支持总理，导致朗伊被迫辞职，由杰弗里·帕尔默接任。
但帕尔默并不受大部分新西兰人欢迎，一些人称他把太多的精力放在了法律事务，而他的学究作风让很多人觉得他和一般民众有距离。
在1990年工党为了赢得大选，在选举8周前以迈克尔·穆尔替换了帕尔默。在穆尔短暂的总理生涯中，并没有时间做出任何决定（大选前议会已经解散）。八周之后的大选中，他被詹姆斯·博尔格所领导的国家党击败，穆尔成为了反对派领袖。
在1993年，海伦·克拉克接替了迈克尔·穆尔的工党党魁职务。虽然他旋即就任为工党的外交和法律事务发言人，但他一直多年来工党对自己待遇不公。
他在1999年从议会退休。从此他开始对贸易问题产生兴趣，并在同年就任世界贸易组织总干事。

## 世贸组织总干事
因为迈克尔·穆尔在议会中长期从事和贸易相关工作，他成为了世贸组织中一部分成员国家所支持的总干事人选。在经过长期的争论之后，最终决定穆尔和素帕猜·帕尼帕迪博士分任六年任期的总干事（每人三年）。
但上任不久穆尔就发现自己的处境不妙。在1999年，世贸组织在西雅图召开部长会议之时吸引了大批抗议者，警察动用了催泪弹等一系列措施驱散人群。而抗议人群则开始进行破坏，不少商户的玻璃被咂碎。这最终导致警察失去局势的控制，并直接导致了当天会议的推迟。
当天晚上西雅图市长Paul Schell宣布宵禁，第二天警察逮捕了600多名示威人士。这次示威使得当地损失了至少1800万的营业额，并且造成了至少了300万的财产损失。
反全球化运动人士把他作为仇恨的对象，而穆尔处理示威不力也使得不少组织内的成员对其能力表示怀疑。

## 之后
迈克尔·穆尔的总干事任期在2002年8月31日结束。一年后，他被联合国任命为全球移民事务委员会（Global Commission on International Migration）的主管。
迈克尔·穆尔是澳大利亚拉筹伯大学的客座教授，同时也是“澳大利亚商业回顾”的专栏作家。
2010年初，新西兰政府宣佈任命迈克尔·穆尔為駐美國大使。
2020年2月2日病逝，享壽71歲。